# Mercedes-Benz W114/W115
Mercedes-Benz W114 / W115 — перша по-справжньому масова серія легкових автомобілів компанії Mercedes-Benz, що випускалася в період з 1968 по 1976 роки. По суті, W114 / W115 — попередник всіх сучасних «Мерседесів» E-класу. За весь час виробництва було випущено близько двох мільйонів екземплярів цієї моделі. На початку 1976 року серію W114/W115 було замінено серією Mercedes-Benz W123, що являла собою її подальший розвиток.
Всього виготовлено 1,919,056 автомобілів, з них седанів: 1,852,008, купе: 67,048.

## Історія

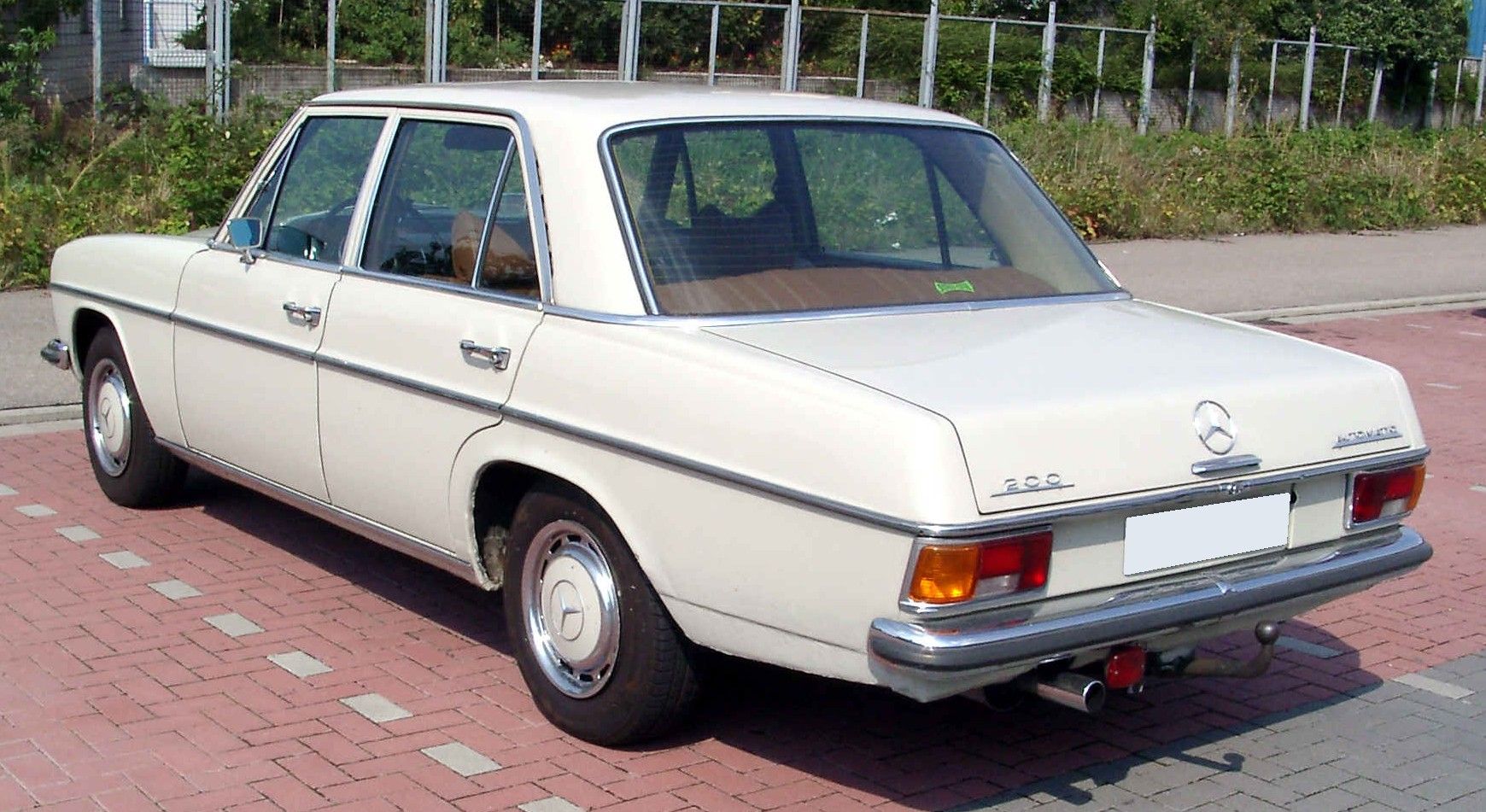
Mercedes-Benz W115 (1967-1973)

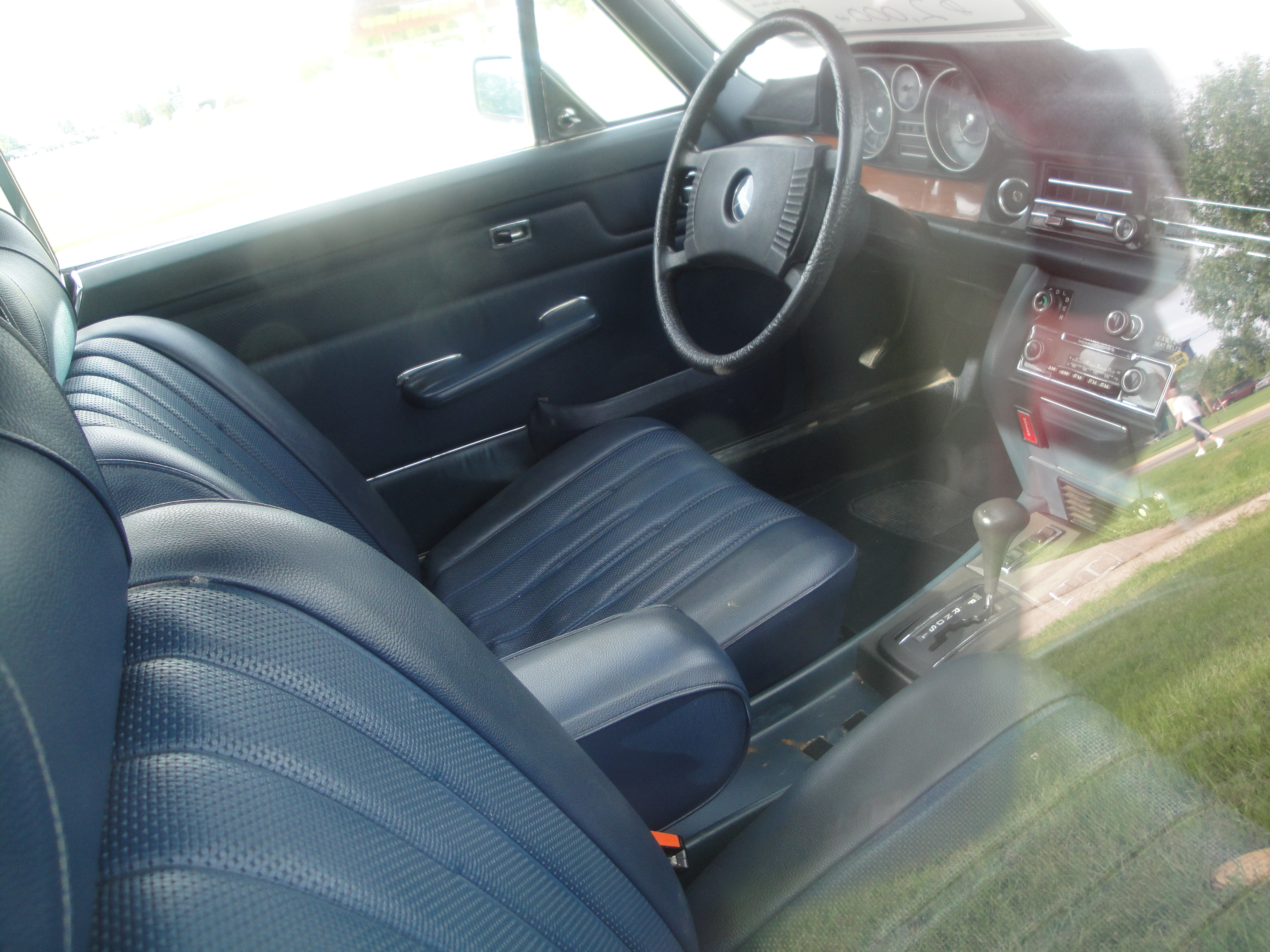

Серія Mercedes-Benz W114/W115 свого часу вважалася однією з найпрестижніших моделей сегмента, нині іменованого бізнес-класом, хоча і дещо меншої розмірності, ніж сучасний E-клас. Серія W115 першою в світі отримала 5 — циліндровий дизельний двигун (OM617). Сімейство W114/W115 відрізнялося класичним елегантним виглядом, а також високим для свого часу рівнем комфорту і безпеки. Зовнішність автомобіля був розроблений відомим французьким дизайнером Полем Браком — головним дизайнером легкового підрозділу компанії Mercedes-Benz з 1957 по 1967 рік, в період коли були створені такі шедеври як солідний представницький лімузин «Grosser» Mercedes-Benz 600 і родстер «пагода» (Mercedes-Benz 230SL). Серія W114/W115 пройшла помітну косметичну модернізацію в 1973 році — з'явилися зміни в нижній частині капота і ґрат радіатора, розширені посадочні місця для фар головного світла і встановлені збільшені за площею зовнішні дзеркала заднього виду, встановлені інерційні ремені безпеки Reel і застосоване нове травмобезпечне 4 — спицеве кермо, а також введено цілий ряд інших незначних змін.

## Інновації
Сімейство W114/W115 отримало такі інноваційні нововведення: у 1969 році вперше в історії Mercedes-Benz-електронну систему вприскування палива Bosch D-Jetronic, яка також використовувалася на купе 250CE; центральну консоль в салоні (вперше на седані Mercedes-Benz); у 1974 році ребристі задні ліхтарі. Модель з кузовом купе і 6 — циліндровим двигуном отримала літеру «С» в індексі моделі, що став традиційним для всіх наступних дводверних моделей Mercedes-Benz.

## Модельний ряд

### Седан
На посилену серію W114 встановлювали 6-циліндрові карбюраторні двигуни робочим об'ємом 2,3-2,8 л (моделі 230, 250, 280 і 280E).
На серію W115 встановлювали 4-циліндрові карбюраторні і 5-циліндрові дизельні двигуни робочим об'ємом 2,0-2,4 л (моделі «200», «220», «230» та «240»).

### Купе
Версія з п'ятимісним двухдверним кузовом купе-хардтоп (без центральної стійки) в даній серії була представлена в 1969 році. Купе отримало літеру «С» після традиційного індексу моделі. Топ-модель купе 280СЕ була оснащена 2,8-літровим 6 — циліндровим двигуном. Дана модель. У період з 1969 по 1976 рік було вироблено тільки 67 048 купе проти 1 852 008 седанів. З них 24 669 купе топ-моделей «280C» і «280CE» і 42 379 купе «250C» і «250CE».

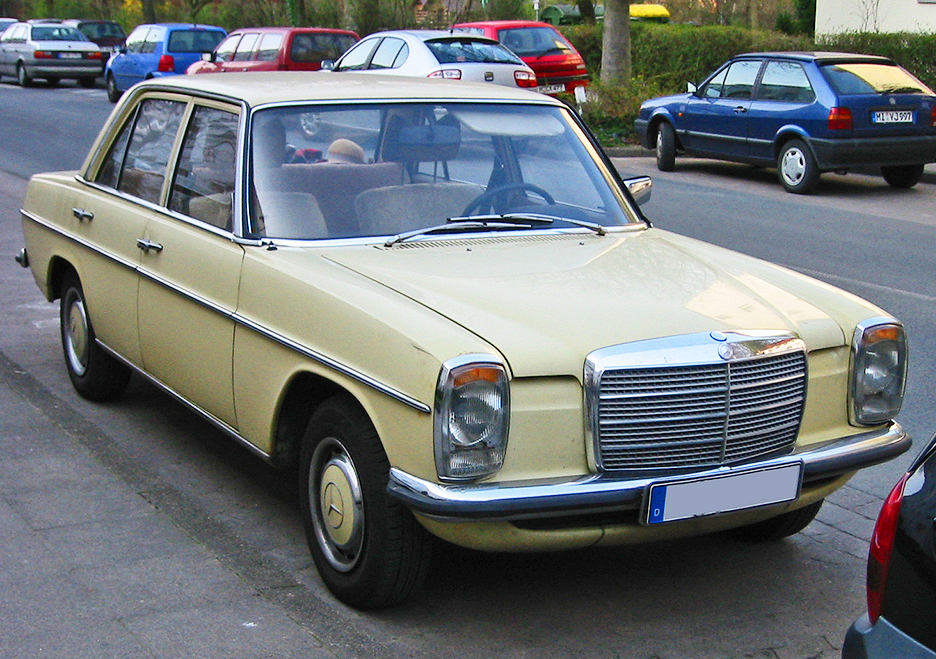
Mercedes-Benz W115 (1973-1976)
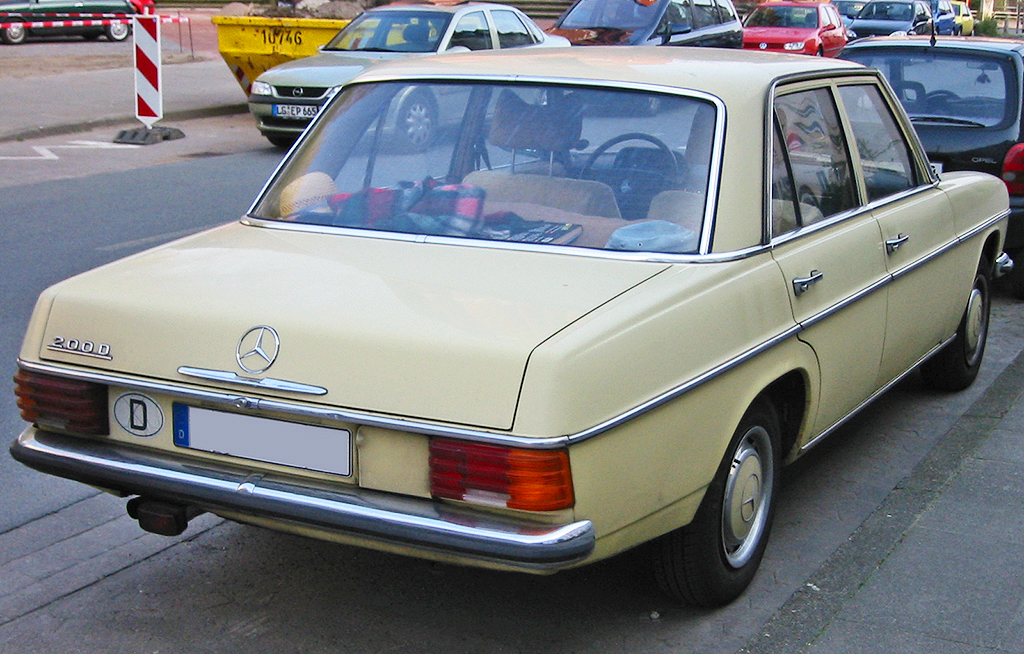
Mercedes-Benz W115 (1973-1976)
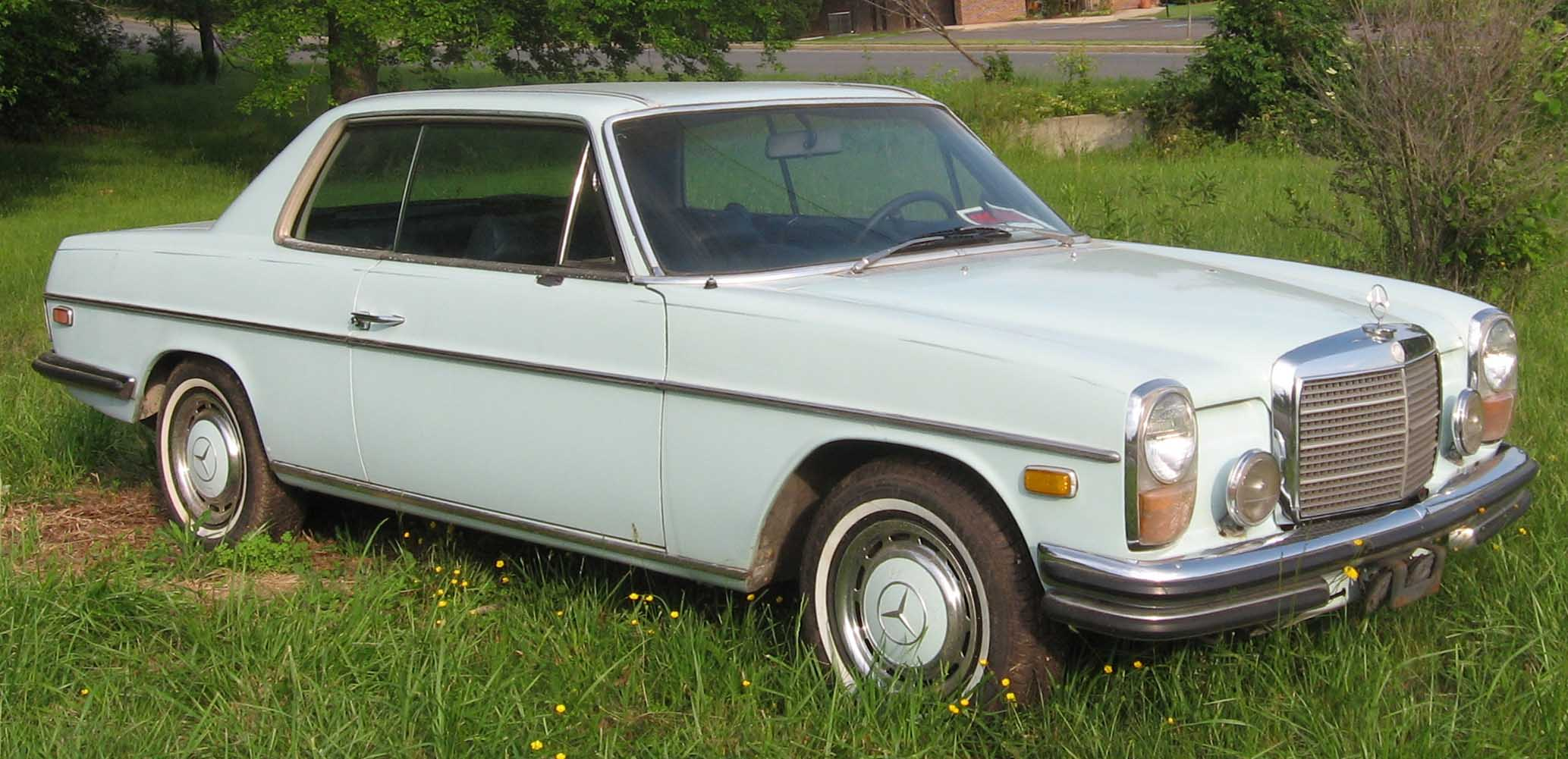
Mercedes-Benz 280 C Coupé (W114)
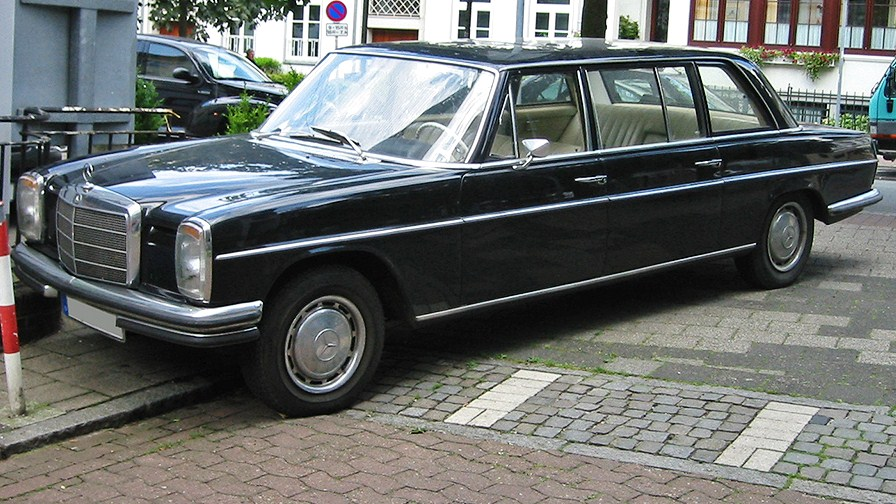
Mercedes-Benz W115 Lang

## Технічні характеристики
| Модель                 | Тип     | Тип двигуна | Об'єм [см3] | Потужність [к.с.]/[кВт] | V-макс км/год | Витрати пального [л/100км] |
| W 115 (4-/5 циліндрів) |         |             |             |                         |               |                            |
| 200 D                  | 115.115 | OM 615/R4   | 1988        | 55/40                   | 130           | 8,1                        |
| 220 D                  | 115.110 | OM 615/R4   | 2197        | 60/44                   | 135           | 8,5                        |
| 240 D                  | 115.117 | OM 615/R4   | 2404        | 65/48                   | 138           | 9,5                        |
| 240 D 3.0              | 115.114 | OM 617/R5   | 3005        | 80/59                   | 148           | 10,8                       |
| 200                    | 115.015 | M 115/R4    | 1988        | 95/70                   | 160           | 10,9                       |
| 220                    | 115.010 | M 115/R4    | 2197        | 105/77                  | 168           | 11,1                       |
| 230.4                  | 115.017 | M 115/R4    | 2307        | 110/81                  | 170           | 11,4                       |
| W 114 (6 циліндрів)    |         |             |             |                         |               |                            |
| 230 // 230.6           | 114.015 | M 180/R6    | 2292        | 120/88                  | 175           | 11,2                       |
| 250                    | 114.010 | M 114/R6    | 2496        | 130/96                  | 180           | 11,7                       |
| 250 C Coupé            | 114.021 | M 114/R6    | 2496        | 130/96                  | 180           | 11,7                       |
| 250 CE Coupé           | 114.022 | M 114/R6    | 2496        | 150/110                 | 180           | 11,7                       |
| 280                    | 114.060 | M 110/R6    | 2746        | 160/118                 | 190           | 12,5                       |
| 280 E                  | 114.062 | M 110/R6    | 2746        | 185/136                 | 200           | 12,5                       |
| 280 C Coupé            | 114.073 | M 110/R6    | 2746        | 160/118                 | 190           | 12,5                       |
| 280 CE Coupé           | 114.072 | M 110/R6    | 2746        | 185/136                 | 200           | 12,5                       |
| 250 (2.8)              | 114.011 | M 130/R6    | 2778        | 140/103                 | 180           | 12,5                       |
| 250 C Coupé (2.8)      | 114.023 | M 130/R6    | 2778        | 130/96                  | 180           | 12,5                       |